# آنتونیو اسپالینو
آنتونیو اسپالینو (ایتالیایی: Antonio Spallino; ۱ آوریل ۱۹۲۵ – ۲۷ سپتامبر ۲۰۱۷) شمشیرباز اهل ایتالیا بود.
وی در مسابقات کشوری و بین‌المللی در مجموع برندهٔ ۱ مدال طلا، ۱ مدال نقره، ۱ مدال برنز شده‌است.